# Mae Azango
Mae Azango (Monròvia, 6 de maig de 1972) és una periodista de Libèria coneguda pels seus reportatges sobre les mutilacions genitals femenines, que combat al seu país. En 2012 va rebre el Premi internacional de la llibertat de la premsa del Comitè per a la Protecció dels Periodistes.

## Biografia
Mae Azango és filla de Bertha Baker Azango i Robert G.W. Azango, jutge del tribunal suprem del Libèria que va morir el 1990, durant la primera guerra civil liberiana, quan va ser detingut mentre estava esmorzant amb la família pels homes de Charles Ghankay Taylor i va morir poc després a causa de les ferides, a la presó. És la menor de tres germans. Vivia amb la seva família a Paynesville, als voltants de la capital, Monròvia.
Als 18 anys, durant la guerra, va tenir el seu primer fill amb l'ajuda d'una llevadora tradicional que l'acusà d'adulteri. Azango es convertirà més tard en una refugiada de guerra. Es va exiliar el 1996 a Costa d'Ivori.

## Periodista
Va tornar a Libèria el 2002 i començà a treballar com a periodista. Els temes dels seus reportatges són l'avortament, l'extracció il·legal minera, la violació i els embarassos precoços de les adolescents, a més de les condicions de treball en els projectes desenvolupats a Libèria pel líder libià Muamar Gaddafi. El 2011, informà de la violació d'una nena de tretze anys per un oficial de policia, i va aconseguir que fos detingut.

## Reportatges sobre la mutilació genital femenina
Mae Azango és especialment coneguda pels seus reportatges sobre la mutilació genital femenina, una pràctica tradicional que consisteix en l'escissió del clítoris i una part dels llavis vaginals, sovint en condicions sanitàries deplorables. Aquesta pràctica és habitual entre les membres de la societat iniciàtica femenina Sande. Es calcula que el 58 % de les dones liberianes estarien afectades, d'una manera o d'una altra, per aquestes pràctiques. Va començar a escriure sobre aquest tema el 2010, motivada per la necessitat de donar veu a qui no en tenia: 
| « | Molta gent no té veu. Si no escrigués sobre aquestes qüestions, com sabria la gent el que passa? | » |

El 8 de març de 2012 Dia internacional de les Dones, publicà un article amb el relat d'una dona que havia estat immobilitzada per altres quatre dones, mentre una cinquena li practicava l'escissió del clítoris. El reportatge detallava el procediment, que la societat Sande mantenia en secret. Hi va haver tantes amenaces el dia de la seva publicació, que el redactor en cap de la revista, Wade William, va demanar a Mae Azango que s'amagués. Les amenaces esmentaven fins i tot que la pròpia Azango seria «atrapada i mutilada». La policia local va ser incapaç de protegir-la i es va amagar, i va enviar la seva filla de nou anys a casa d'uns familiars.
El Comitè per a la Protecció de Periodistes, una ONG amb seu als Estats Units, va demanar a la presidenta de Libèria, Ellen Johnson Sirleaf, que protegís la periodista i en garantís la seguretat. Amnistia Internacional i Reporters sense fronteres li van oferir també el seu suport, així com la Facultat de Periodisme de la Universitat de Colúmbia i la Federació Internacional de Periodistes. El Govern de Libèria es va veure forçat a prendre posició i declarar, per primera vegada, a través de la seva ministra de Desenvolupament i Gènere, que calia aturar la pràctica de la mutilació genital femenina. Tanmateix, en una entrevista va declarar després que no hi havia una data fixada per acabar amb aquesta pràctica, que encara podia durar tres anys, quatre o deu.

## Reconeixements
El 2012, Azango va ser reconeguda pel Centre Pulitzer d'Informació sobre Crisis (Pulitzer Center on Crisis Reporting) pel seu treball sobre les «històries poc tractades en la premsa» i el seu «interès humà i per al desenvolupament del periodisme».
També el 2012, va guanyar un dels premis concedits per l'organització Periodistes Canadencs per la Llibertat d'Expressió (Canadian Journalists for Free Expression, CJFE). Els premis s'atribueixen anualment a periodistes que han demostrat el seu compromís pels drets humans així com la seva honradesa editorial i que han trobat enormes obstacles en l'exercici del seu ofici. El premi va ser presentat en la gala del CJFE celebrada a Toronto denominada «Una nit per honrar els reportatges valents».